# Alba (Pensilvânia)
Alba é um distrito localizado no estado norte-americano de Pensilvânia, no Condado de Bradford.

## Demografia
Segundo o censo norte-americano de 2000, a sua população era de 186 habitantes.
Em 2006, foi estimada uma população de 179, um decréscimo de 7 (-3.8%).

## Geografia
De acordo com o United States Census Bureau tem uma área de
1,8 km², dos quais 1,8 km² cobertos por terra e 0,0 km² cobertos por água.

## Localidades na vizinhança
O diagrama seguinte representa as localidades num raio de 20 km ao redor de Alba.